# تورزا موا، شهرستان مووا
تورزا موا، شهرستان مووا (به لاتین: Turza Mała, Mława County) یک منطقهٔ مسکونی در لهستان است که در Gmina Lipowiec Kościelny واقع شده‌است.